# Grabowiec (Basses-Carpates)
Pour les articles homonymes, voir Grabowiec.
Grabowiec est une localité polonaise de la gmina de Radymno, située dans le powiat de Jarosław en voïvodie des Basses-Carpates.